# Thea White
Thea White (Newark (New Jersey), 16 juni 1940 – Cleveland (Ohio), 30 juli 2021) was een Amerikaanse stemactrice. Haar bekendste werk is het inspreken van de stem van Muriel Bagge met haar Schotse accent uit Courage het bange hondje (1999-2002). Ze speelde onder meer in Goodbye Charlie.
Ze woonde tot aan haar dood in Livingston (New Jersey) met haar man Andrew White. Die overleed in 2015 en was drummer. Thea was bibliothecaresse in de Ruth L. Rockwood Memorial Library.
White overleed op 81-jarige leeftijd door een infectie die ze opliep bij een operatie vanwege leverkanker.